# Gulbröstad sångare
Gulbröstad sångare (Phylloscopus montis) är en sydostasiatisk fågel i familjen lövsångare inom ordningen tättingar.

## Utseende och läten
Gulbröstad sångare är en liten (9,5–10 cm) och mycket aktiv sångare. Den liknar kastanjekronad sångare (S. castaniceps) men har rostrött även på huvudsidorna, grönaktig mantel och framför allt helgul undersida. Även sången är lik kastanjekronad sångare, mycket ljus, tunn och metallisk.

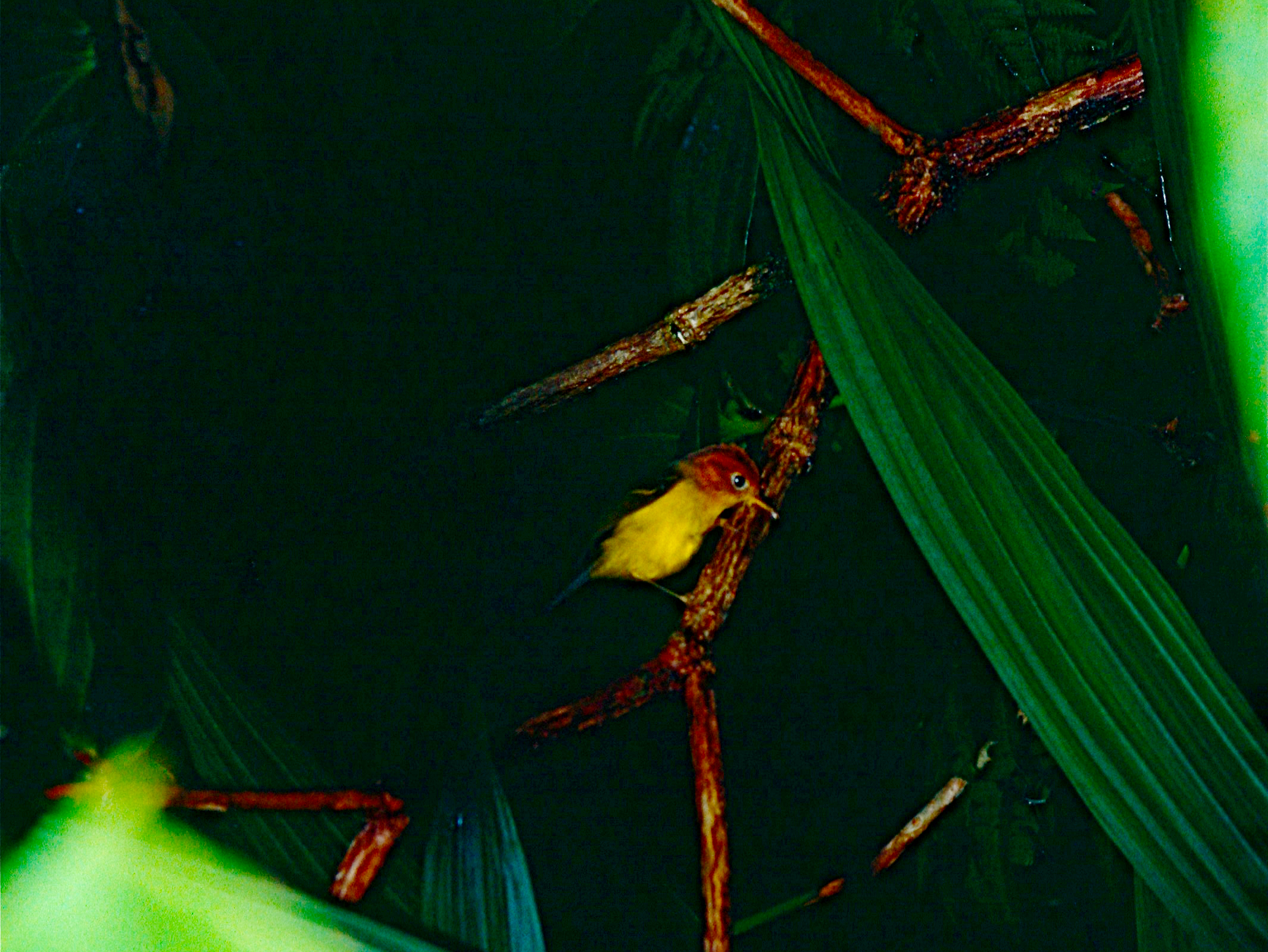

## Utbredning och systematik
Gulbröstad sångare förekommer i bergstrakter i Sydostasien och delas in i sex underarter med följande utbredning:
- Phylloscopus montis davisoni – södra Malackahalvön
- Phylloscopus montis barisanus – Sumatra
- Phylloscopus montis montis – Borneo (Kinabalu till Poi Range)
- Phylloscopus montis xanthopygius – Palawan (sydvästra Filippinerna)
- Phylloscopus montis floris – Flores (västra Små Sundaöarna)
- Phylloscopus montis paulinae – Timor (östra Små Sundaöarna)

Vissa behandlar denna och sundasångare (P. grammiceps) som en och samma art.

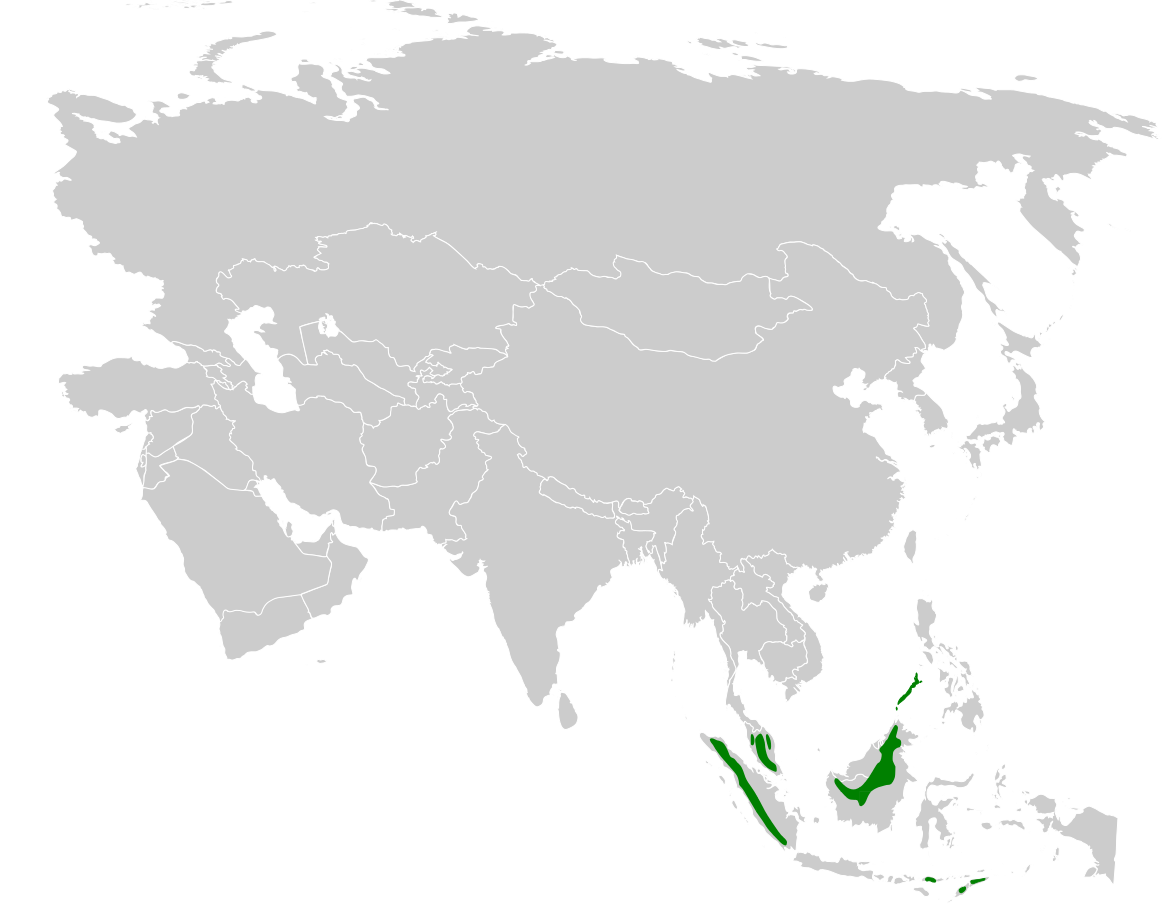
Utbredningsområdet för gulbröstad sångare.

### Släktestillhörighet och släktskap
Gulbröstad sångare placeras traditionellt i släktet Seicercus. DNA-studier visar dock att arterna i släktet inte är varandras närmaste släktingar, där vissa arter istället står närmare arter i Phylloscopus. Olika auktoriteter hanterar detta på olika vis. De flesta expanderar numera Phylloscopus till att omfatta hela familjen lövsångare, vilket är den hållning som följs här. Andra flyttar ett antal Phylloscopus-arter till ett expanderat Seicercus. Gulbröstad sångare är närmast släkt med sundasångaren (P. grammiceps), på lite längre håll även kastanjekronad sångare (P. castaniceps). Dessa tre utgör en egen utvecklingslinje, systergrupp till en stor klad huvudsakligen sydostasiatiska lövsångare.

### Familjetillhörighet
Lövsångarna behandlades tidigare som en del av den stora familjen sångare (Sylviidae). Genetiska studier har dock visat att sångarna inte är varandras närmaste släktingar. Istället är de en del av en klad som även omfattar timalior, lärkor, bulbyler, stjärtmesar och svalor. Idag delas därför Sylviidae upp i ett antal familjer, däribland Phylloscopidae. Lövsångarnas närmaste släktingar är familjerna cettior (Cettiidae), stjärtmesar (Aegithalidae) samt den nyligen urskilda afrikanska familjen hylior (Hyliidae).

## Levnadssätt
Gulbröstad sångare återfinns i subtropiska och fuktiga bergsskogar på mellan 1160 och 2185 meters höjd, med ordentlig undervegetation och bambustånd. Den födosöker mycket aktivt efter insekter och andra ryggradslösa djur, ofta i artblandade flockar, Fågeln häckar mellan januari och juli och bygger ett kupolformat bo placerat i ett hål i en jordbank, vari den lägger två ägg.

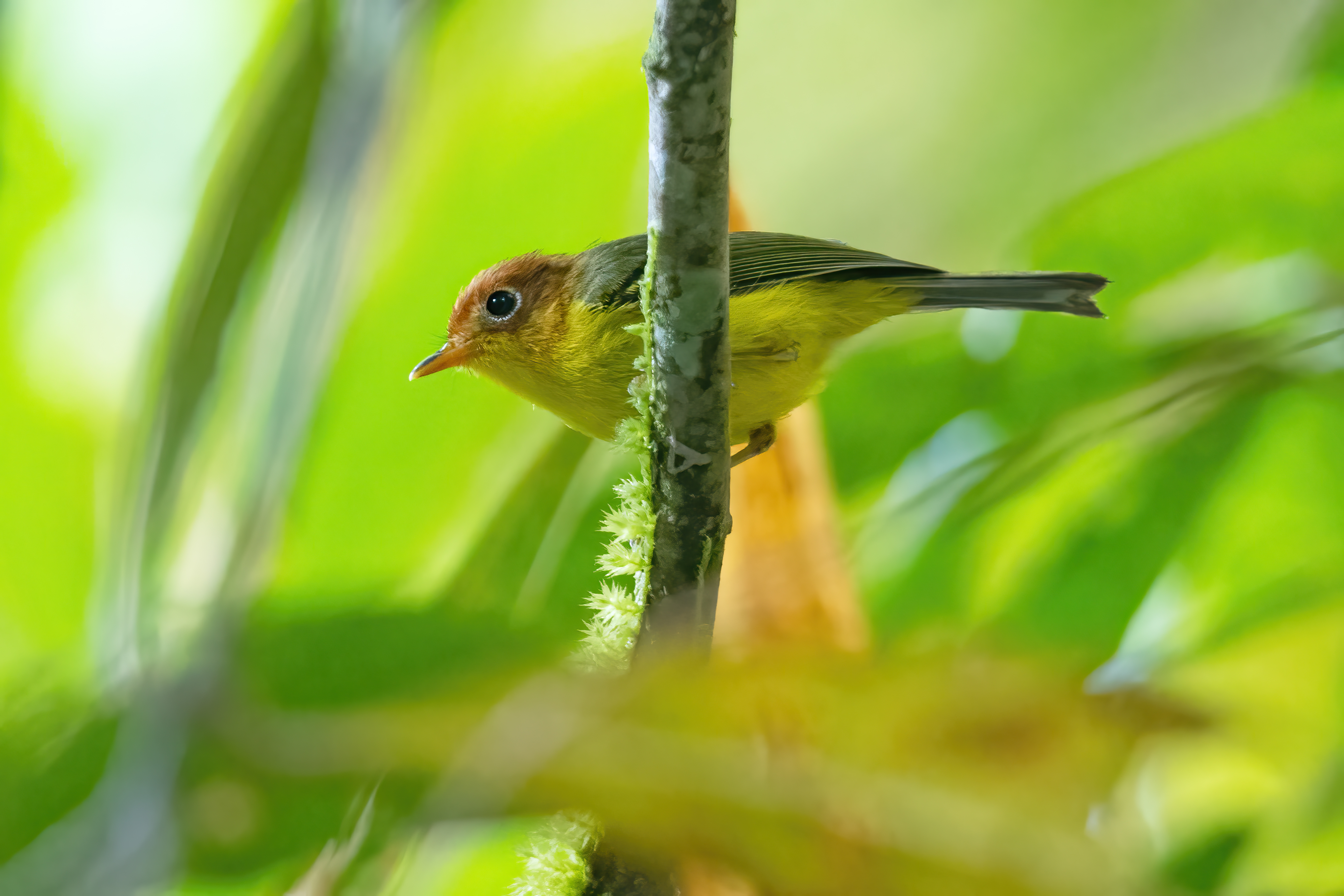

## Status och hot
Arten har ett stort utbredningsområde och en stor population med stabil utveckling och tros inte vara utsatt för något substantiellt hot. Utifrån dessa kriterier kategoriserar internationella naturvårdsunionen IUCN arten som livskraftig (LC). Världspopulationen har inte uppskattats men den beskrivs som ovanlig till lokalt vanlig i Malaysia, vanlig på Sumatra och Borneo samt ovanlig i Filippinerna.